# Hippotion comoroana
Hippotion comoroana är en fjärilsart som beskrevs av Clark 1929. Hippotion comoroana ingår i släktet Hippotion och familjen svärmare. Inga underarter finns listade i Catalogue of Life.